# Gramophone Classical Music Awards
Gramophone Classical Music Awards, , починаючи з 1977 року, є однією з найзначніших відзнак, присвоєних записам у класичній музичній індустрії.  Вони часто розглядаються, як еквівалент  або навіть таки, що перевершують  американську  Премію Греммі, і називаються  Оскарами  для європейської  класичної музики.  Вони широко сприймаються як найвпливовіші та найпрестижніші премії класичної музики у світі. 

## Gramophone Awards в 2010-і роки

### 2018
- Артист року: Rachel Podger
- Лейбл року: Harmonia Mundi
- Довічне досягнення: Нееме Ярві
- Оркестр року: Seattle Symphony
- Молодий артист року: Lise Davidsen
- Запис року (опера): Berlioz: Les Troyens  – Джойс ДіДонато et al.; Orchestre philharmonique de Strasbourg / John Nelson (Erato Records)
- Камерна музика: Dvořák: Quintets Op. 81 & 97  – Boris Giltburg, Pavel Nikl, Pavel Haas Quartet (Supraphon)
- Хоральна музика: Schnittke - Psalms of Repentance; Pärt — Magnificat & Nunc dimittis – Естонський філармонічний камерний хор / Kaspars Putniņš (BIS Records)
- Концерт: Bartók: Violin Concertos Nos. 1 & 2 — Christian Tetzlaff; Симфонічний оркестр Фінського радіо / Hannu Lintu (Ondine)